# Демянская операция (1942)
Демянская наступательная операция — операция войск Северо-Западного фронта Красной армии в районе посёлка Демянск (в настоящее время Новгородской области) между озёрами Ильмень и Селигер. В январе—феврале 1942 года советские войска перешли в наступление и окружили основные силы 2-го армейского корпуса 16-й немецкой армии группы армий «Север» (так называемый «демянский котёл»).
В апреле 1942 года окружение было прорвано, немецкие войска удержали Демянск.
Успех немецкой обороны был обеспечен снабжением окружённых войск по «воздушному мосту» (на илл.) ().

## Предыстория
Идея локального контрнаступления Северо-Западного фронта под Демянском возникла ещё в сентябре 1941 года. План операции был утверждён директивой Ставки Верховного Главнокомандования № 002265 и предусматривал нанесение поражения двум немецким пехотным дивизиям — 30-й и 32-й. Начало наступления было назначено на 24 сентября. До начала операции «Тайфун» Северо-Западный фронт успел перейти в наступление, столкнуться с первыми трудностями. Однако из-за начала Московской битвы некоторые соединения, входившие в Северо-Западный фронт, были переброшены на другие участки фронта.
После того как в декабре 1941 года наступление немецких войск на Москву было остановлено, в Ставке был разработан план Торопецко-Холмской операции, целью которой было окружение части 16-й армии вермахта (под командованием генерал-полковника Эрнста Буша). Командующий Северо-Западным фронтом генерал-лейтенант П. А. Курочкин принял решение одновременно с проведением Торопецко-Холмской операции нанести удар по немецкой группировке, расположенной в районе Демянска. Согласно плану командования Северо-Западным фронтом, предполагалось перерезать коммуникации между демянской группировкой и железной дорогой Валдай — Старая Русса. Основная роль в предстоящей операции отводилась 34-й армии, а в уничтожении окружённых частей должны были принимать участие также 11-я и 3-я ударная армии. Ранее командующий группой армий «Север» Вильгельм фон Лееб убеждал А. Гитлера в необходимости отвести 2-й армейский корпус, который составлял костяк демянской группировки, на безопасные позиции на правом берегу Ловати. Однако Гитлер, как обычно, не согласился с предложением оставить уже захваченные немецкими войсками позиции, в результате чего фон Лееб в январе подал в отставку. Его сменил Георг фон Кюхлер.
Операция началась практически одновременно (всего на день раньше) с Торопецко-Холмской операцией и Ржевско-Вяземской операцией — крупномасштабным контрнаступлением войск Западного фронта, целью которого был разгром группы армий «Центр».

## Наступление Северо-Западного фронта

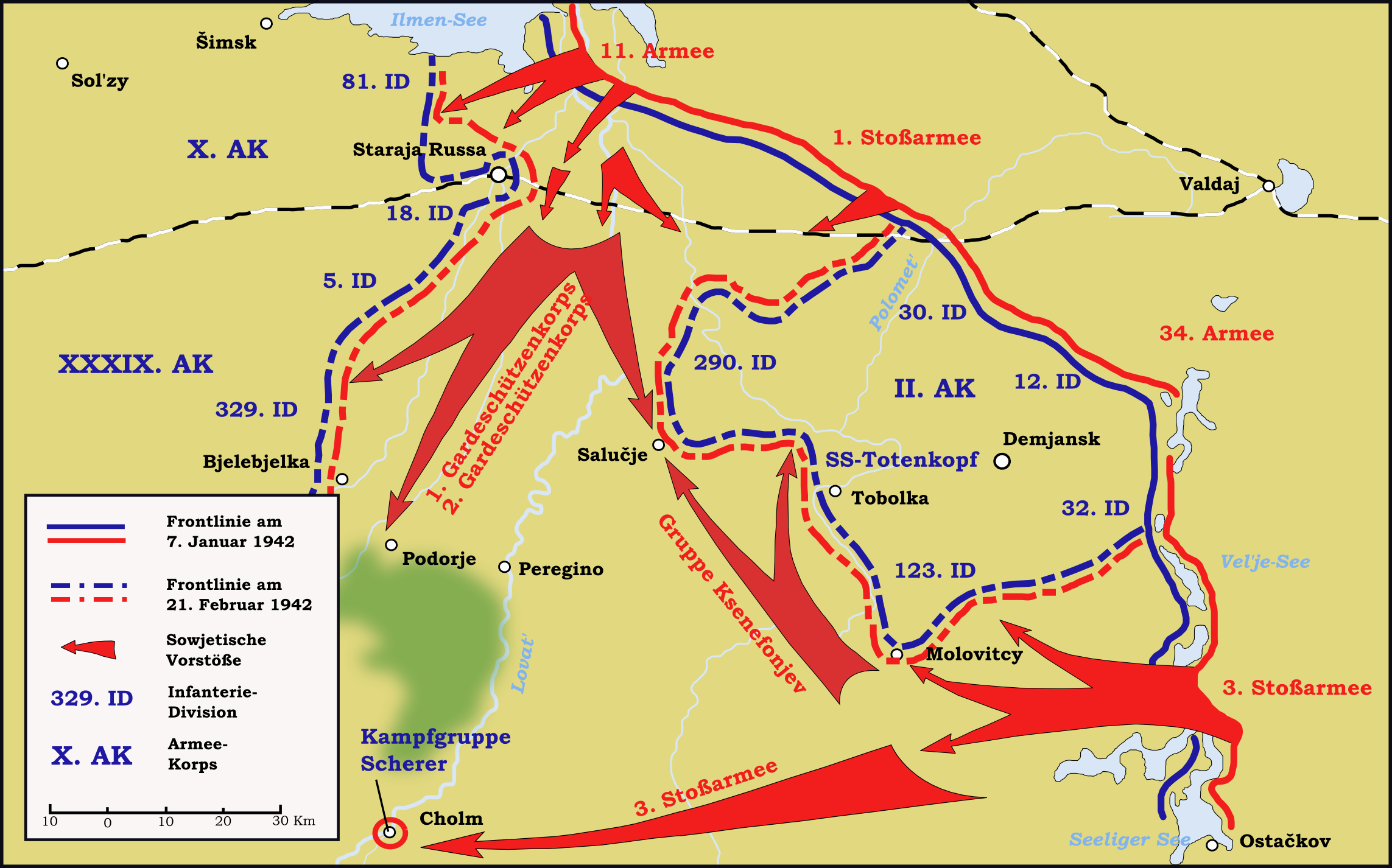
Наступление Северо-Западного фронта

Наступление 11-й армии на демянском направлении началось 7 января 1942 года. Первой целью была Старая Русса, однако город был сильно укреплён немцами, и взять его с ходу не удалось. В результате на этом участке продвижение советских войск было остановлено. Одновременно с 11-й армией наступление начало правое крыло 34-й армии. Несколько дней спустя к месту действия прибыли 3-я и 4-я ударные армии, к которым примкнула входившая в состав 34-й армии 241-я стрелковая дивизия под командованием И. Д. Черняховского.
19 января директивой Ставки Верховного главнокомандования № 170034 3-я и 4-я ударные армии были переданы Калининскому фронту. Взамен в подчинение Северо-Западного фронта были переведены 1-я ударная армия и 1-й и 2-й гвардейские стрелковые корпуса. Был разработан и утверждён Ставкой новый план действий по окружению немецких войск. В том числе к операции привлекались отдельные соединения Калининского фронта.
29 января советские войска начали с двух сторон силами 1-го гвардейского корпуса и 34-й армии замыкать кольцо. Немецкое командование неоднократно запрашивало разрешение отступить, но Гитлер его не давал. В результате 8 февраля образовался «котёл», в котором оказались шесть дивизий, включая моторизированную дивизию СС «Тотенкопф» — всего около 100 000 человек солдат и вспомогательных частей. Во главе окружённых войск стоял командир 2-го корпуса граф Вальтер фон Брокдорф-Алефельд.
С целью скорейшего уничтожения окружённой немецкой группировки советское командование в феврале—марте 1942 года провело Демянскую десантную операцию, которая окончилась неудачей и почти полной гибелью десанта.

## Воздушный мост
Снабжение окружённых подразделений с середины февраля проходило по воздуху. На территории «котла» находилось два действовавших аэродрома (в самом Демянске 800×50 метров, для 20—30 самолётов, и в деревне Пески 600×30 метров, для 3—10 самолётов). Начиная с 20 февраля в «котёл» ежедневно прибывало по 100—150 самолётов, доставлявших в среднем около 265 тонн грузов в день и до 22 человек подкрепления почти в каждом самолёте.
Советскому командованию не удалось прервать эти поставки. За время существования «котла» (с 19 февраля по 18 мая) немецкая авиация сделала 24 303 вылета, доставив 15 446 тонн (в среднем 273 тонны в сутки) грузов и вывезя 22 903 раненых. При этом потери составили, по одним данным, 265 транспортных самолётов, а по другим — всего 112, часть из которых была сбита в Холме.
В целом люфтваффе удалось провести операцию по обеспечению работы «воздушного моста» с окруженной группировкой наземных войск. Советские ВВС пытались противодействовать его работе, но их действия были плохо организованы и скоординированы. В результате им удалось лишь затруднить, но не сорвать снабжение окружённых войск.

## Прорыв окружения

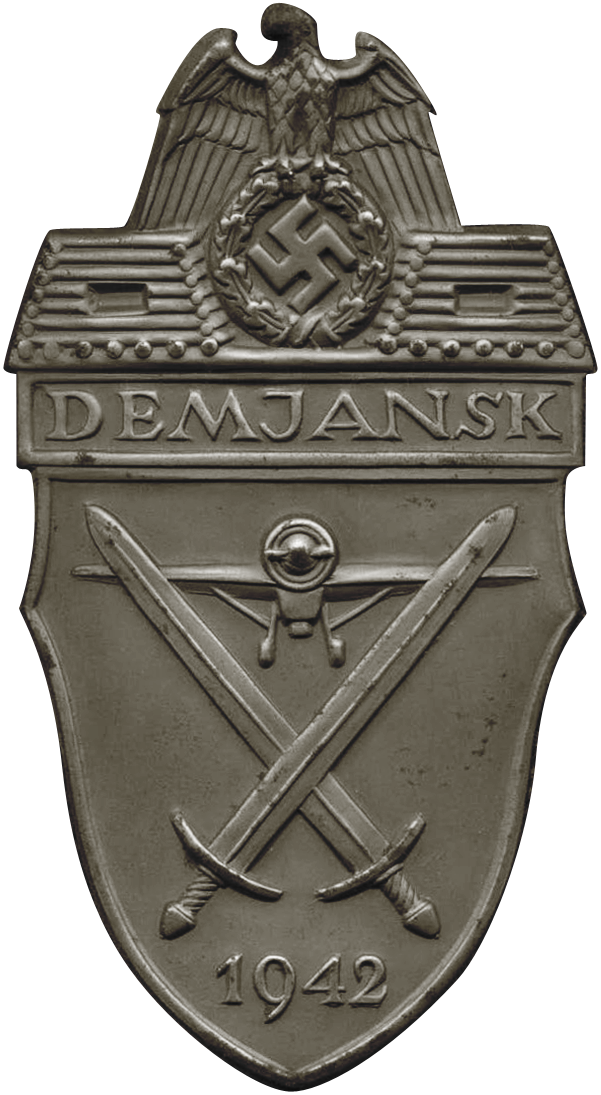
Щит «Демянск» — немецкая награда войскам Демянского котла

Из-за возникновения «котла», упорно удерживаемого немецкими войсками, советскому командованию пришлось изменить стратегический план действий на северо-западном направлении. Необходимость постоянно поддерживать внешнее кольцо окружения сковывала действия Северо-Западного фронта, которому не хватало сил для реализации планов по наступлению в тыл всей Группы армий «Север». К тому же в район действий были переброшены свежие немецкие части, задачей которых было деблокировать группировку.

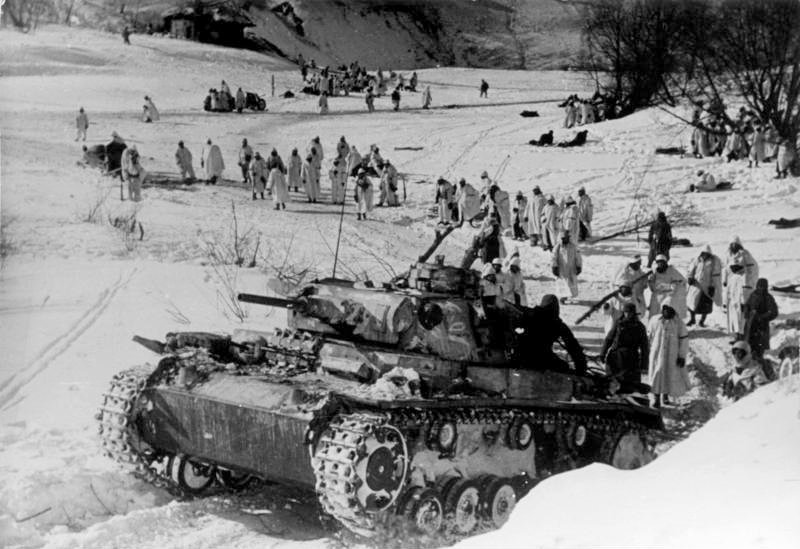
Прорыв окружения под Демянском
21 марта 1942 года

Снаружи котла была создана ударная группа из трёх дивизий под командованием генерал-лейтенанта Вальтера фон Зейдлиц-Курцбаха. 21 марта 1942 года она начала наступление на внешнее кольцо советского окружения из района юго-западнее Старой Руссы. Одновременно удар был нанесён изнутри «котла». В этих действиях огромную роль сыграла дивизия «Мёртвая голова», которая за время операции потеряла большую часть личного состава. Командир дивизии Теодор Эйке в апреле был награждён Рыцарским крестом с Дубовыми листьями. Действия Зейдлиц-Курцбаха увенчались успехом: месяц спустя, 21 апреля, был организован «Рамушевский коридор» (от названия деревни Рамушево) шириной 6—8 км, через который можно было поддерживать сообщение с Демянском.
5 мая блокада была окончательно снята. Немецкие войска сохранили за собой Демянский выступ и продолжали удерживать Рамушевский коридор. До конца мая советские войска предпринимали попытки ликвидировать выступ, но командование Рейха перебросило в район боевых действий дополнительные силы, и наступление было отбито.

## Последующие события
После деблокирования Демянской группировки в апреле 1942 года Северо-Западный фронт провёл 9 наступательных операций с целью вновь окружить противника и 2 оборонительные операции для отражения его наступления.
1. 3—20 мая 1942
2. В конце мая — начале июня 1942
3. 17—24 июля 1942
4. 10—24 августа 1942
5. 15—28 сентября 1942
6. 27 сентября — 5 октября 1942 (оборонительная)
7. С 26 октября 1942 (дата окончания операции непонятна, оборонительная)
8. 28 ноября — 5 декабря 1942
9. 23 декабря 1942 — 13 января 1943
10. 20—25 января 1943
11. 15—28 февраля 1943 (противник без существенных потерь вывел свои войска из «мешка», потом до 18 марта войска Северо-Западного фронта безуспешно пытались провести очередную Старорусскую операцию).

В целом все эти Демянские наступательные операции де-юре можно считать неудачными: главной цели — вторично окружить противника — они не достигли. Тем не менее в общем они принесли ощутимую пользу:
1. Постоянно оттягивали войска группы армий «Север» и её авиацию (например, осенью 1942 года на этом участке фронта оборонялись 15 дивизий: 6 — в «мешке», 3 — на северном фасе Рамушевского коридора, 2 — на южном фасе, а 4 — у входа в коридор), что во многом помешало противнику сосредоточить свои усилия на взятии Ленинграда;
2. Сковывали значительные силы противника и не позволяли ему перебрасывать войска на юг стратегического фронта, где в основном и решалась судьба войны на Восточном фронте;
3. За весь 1942 год противник так и не смог провести задуманную им операцию на окружение войск Калининского фронта;
4. Только с февраля по декабрь 1942 года Демянская группировка гитлеровцев потеряла 90 тысяч человек убитыми. Оборона этого выступа в 1942 году стала для немцев «маленьким Верденом»;
5. Удачная оборона Демянского района и удовлетворительное снабжение войск во время окружения с помощью транспортной авиации создали у немецкого командования иллюзию возможности организации такого же снабжения после окружения немецких войск под Сталинградом: пример Демянска был одним из доводов для отказа от прорыва армии Паулюса из котла.

## Демянская наступательная операция (1943)
15—28 февраля 1943 года войска Северо-Западного фронта (уже под командованием С. К. Тимошенко) провели 2-ю Демянскую наступательную операцию. Попытка поймать демянскую группировку в ещё один «котёл» не удалась — немецкие войска успели отойти за Ловать. 23 февраля Демянск был освобождён.

### Комментарии
1. ↑  В 1942 году Новгородской области не существовало, и большая часть её современной территории, в том числе и Демянск, входила в состав Ленинградской области. Новгородская область в составе РСФСР образована 5 июля 1944 года Указом Президиума Верховного Совета СССР.
2. ↑  Немецкое командование надеялось повторить создание «моста» в Сталинграде, но спасти таким образом армию Паулюса не удалось. В Сталинграде расстояние до окруженной группировки было  существенно больше и советская авиация сумела оказать эффективное противодействие[7]. Руководил обеими операциями полковник люфтваффе Фриц Морцик[англ.][7].
3. ↑  5 апреля 1942 года в ходе одной из атак на транспортные самолёты Ю-52 был сбит лётчик Алексей Маресьев, прототип героя «Повести о настоящем человеке».

### Сноски
1. ↑  Heeresarzt 10-Day Casualty Reports per Army/Army Group, 1942 (англ.)
2. ↑  Исаев, 2005, с. 166.
3. ↑  Исаев, 2005, с. 170.
4. ↑  Исаев, 2005, с. 176.
5. ↑  Манштейн, 2014.
6. ↑  Шефов, 2002.
7. 1 2 3 4  Заблоцкий А., Ларинцев Р. Демянск. Сталинградская прелюдия. Дата обращения: 13 июня 2008. Архивировано 14 марта 2012 года.
8. ↑  Васильченко, 2008, с. 113—123.
9. ↑  Мухамеджанов И. Р. Над Демянским «котлом»: Борьба советской истребительной авиации с воздушным мостом люфтваффе в районе Демянска в феврале—мае 1942 года // Военно-исторический журнал. — 2015. — № 8. — С. 15—22.